# Rua Doutor Malcher
A Rua Doutor Malcher é uma importante via localizada na "Cidade Velha", bairro da capital do Pará. Entre os imóveis localizados na via, encontram-se importantes casarões históricos com raros azulejos portugueses.
Esta rua é uma referência ao médico José da Gama Malcher, presidente da província do Pará e da Câmara Municipal de Belém.
Antes do batismo desta rua em homenagem ao dr. Malcher, a via possuía o nome de Rua dos Cavaleiros.